# Mini transat 6.50

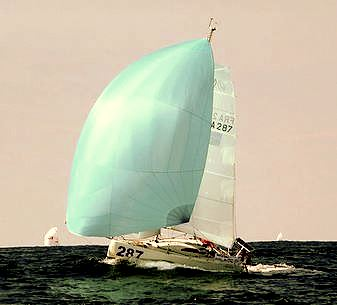

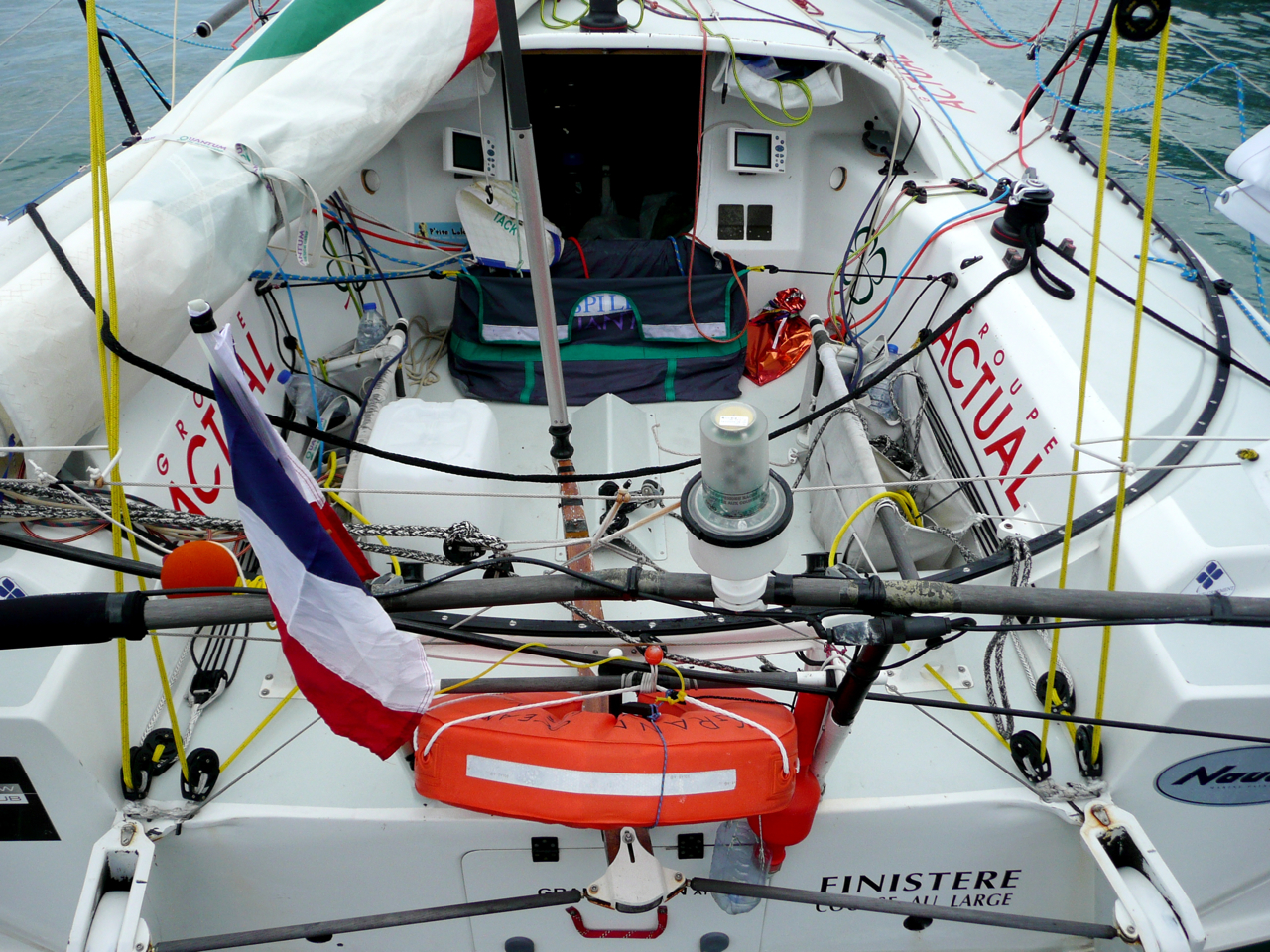

Mini transat 6.50 — відкритий клас яхт для одиночних крейсерських перегонів. Основною регатою класу є перегони через Атлантичний океан, яка і дала назву класу (транс атлантична) в 1977 році.

## Основні параметри яхт
- Довжина: не більше 6,5 м
- Ширина: не більше 3,0 м
- Осадка: для прото 2 м, для серійного — 1,6 м
- Висота від кіля до топа щогли: 14 метрів для прото, 12 м для серійного човна
- Середнє значення висоти надводного борту: 0,75 м прото і 0,80 м для серії
- Максимальна площа вітрил не обмежена (за звичай до 50 кв.м на лавіруванні та геннакери до 100 кв.м)

## Дивізіони
Яхти діляться на два дивізіони: Прото і Серійний дивізіон.
- Прото — дивізіон, в якому дозволені практично будь-які матеріали при виготовленні човна (що, загалом, робить човни дорогими і доступними тільки для професійних гонщиків, що мають хороших спонсорів). Звичайно ці човни максимально швидкі: мають меншу вагу, велику площу вітрил, менший надводний борт, щоглу з вуглеволокна.
- Серійний дивізіон — дивізіон, спрямований на здешевлення яхти і підвищення її надійності. Заборонені дорогі матеріали: вуглеволокно, епоксидні смоли. Для підвищення зручності перебування на борту правилами встановлений більший розмір рубки. Заборонені цистерни і хитні кили. Осадка зменшена до 1,6 метра. Човни дивізіону звичайно трохи повільніші прото — на дистанцію в 300 миль вони витрачають приблизно на 40 хвилин більше, але доступність за ціною і можливість поєднувати гонки з круїзним плаванням робить клас популярним.